# Hungarian Dracula
A Hungarian Dracula Böszörményi Géza 1983-ban forgatott, de csak 1988-ban bemutatott tévéfilmje Müller Péter forgatókönyvéből. A cselekmény 1953-ban játszódik.

## A történet
Kovács Lajos, Csungi a háború előtt külföldön Hungarian Dracula néven futott be sikeres profi bokszoló karriert. De kiöregedve egy lepusztult gyárban dolgozik. Fiatal munkatársai ugratják hihetetlennek tűnő múltja és fiatal felesége miatt egyaránt. 1953-ban kémkedés vádjával letartóztatják. Régi életének relikviáit próbálják felhasználni ellene koholt bizonyítékként. De Sztálin halála után már nem mennek a dolgok a régi kerékvágásban, váratlanul szabadlábra helyezik. Ám a gyárba nem térhet vissza. Szénfuvarozásból próbál megélni. Régi vállalata azonban többek között ökölvívó mérkőzésekkel ünnepelné legújabb sikereit, de a csapatból hiányzik egy bokszoló. Így Csungit kérik fel, álljon ki a vállalat amatőr sportolójaként a Postás SE reménysége ellen.

## Szereplők
- Csungi – Dzsoko Roszics (magyar hangja Bujtor István)
- Rózsika – Bánsági Ildikó
- Rózner – Reviczky Gábor
- ÁVH-s tiszt – Bálint András
- Bignicev – Helyey László
- ÁVH-s – Pécsi Ildikó

További szereplők: Andics Attila, Bucsi János, Deimanik Ferenc, Donnert Károly, Dézsy Szabó Gábor, Dózsa László, Dörner György, Dörnyei Mariann, F. Nagy Károly, Fekete András, Hegedűs Gabriella, Incze József, Nemes Kálmán, Soós Edit, Szilágyi Eta

## Érdekességek
- A szintén Müller Péter forgatókönyvéből készült K. O. (1978) című magyar film Csungi, azaz Drakula fiának a történetét mutatja be a hetvenes évek végén. A filmben Drakulát, azaz az Öreg Csungit Bencze Ferenc alakította. De a két karakter életében jelentős különbségek is vannak.

## Díjak
A Magyar Filmkritikusok Díja (Tv-kritikusok díjai) (1988)
- rendezés díja – Böszörményi Géza
- férfi alakítás díja – Bálint András